# Ronald Reagan UCLA Medical Center
O Ronald Reagan UCLA Medical Center é um hospital localizado na Westwood Plaza, 757, no campus da Universidade da Califórnia, em Los Angeles, Califórnia.
O UCLA Medical Center possui 520 leitos, e está apto a atender casos da maioria das especialidades da medicina, bem como odontologia e optometria. É o principal hospital universitário da Escola de Medicina David Geffen da UCLA. O departamento de emergência do hospital é certificado como um centro traumatológico de nível I para adultos e crianças, que é a escala máxima estabalecida pelo Colégio Americano de Cirurgiões.
É reconhecido como um dos três melhores hospitais dos Estados Unidos e o melhor hospital da Costa Oeste de acordo com o US News & World Report.

## Pacientes famosos

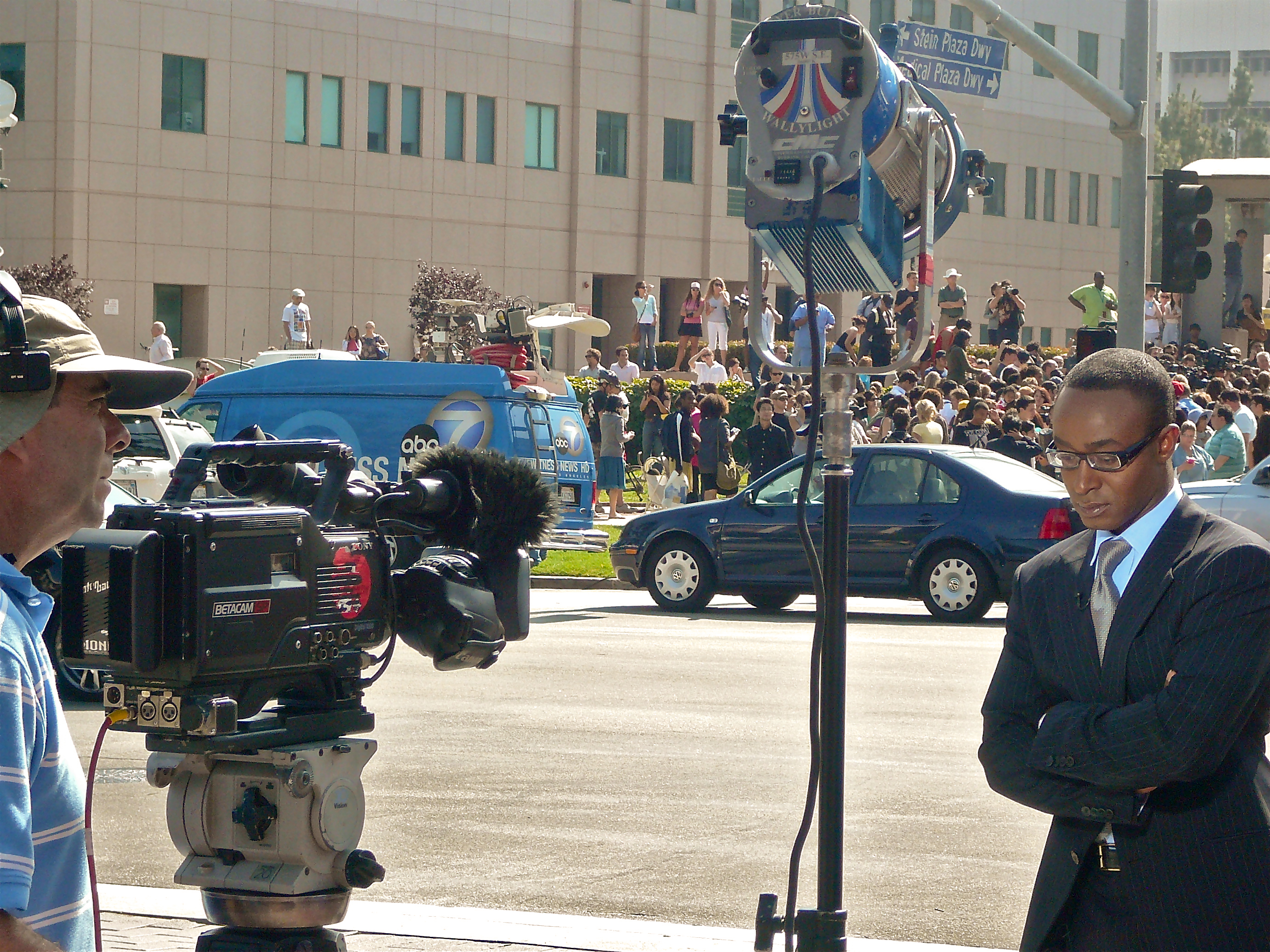
Mídia e uma multidão de fãs na parte de fora do hospital após o anúncio da morte de Michael Jackson, em 25 de junho de 2009.

- Britney Spears - Em março de 2008, foi hospitalizada para cuidados psiquiátricos. Alguns funcionários acabaram sendo demitidos e outros disciplinados após bisbilhotarem registros médicos confidenciais da cantora.
- Ed McMahon - Morreu no UCLA Medical Center em 23 de junho de 2009, aos 86 anos de idade.[3]
- Nancy Reagan - A esposa do homônimo do hospital, ex-primeira-dama dos Estados Unidos, foi hospitalizada em 15 de outubro de 2008 depois de sofrer uma queda em sua casa. Na ocasião fraturou a pélvis.[4]
- Wayne Allwine - Voz do Mickey Mouse, faleceu vitima de diabetes, aos 62 anos.
- Michael Jackson - Na tarde do dia 25 de junho de 2009, o astro da música pop foi atendido no UCLA Medical Center após sofrer uma parada cardíaca, e morreu aos 50 anos de idade.[5] Uma multidão de fãs do cantor se aglomerou na frente do hospital durante o restante do dia em busca de notícias.
- Carrie Fisher - A Atriz que deu vida a Princesa Leia da Saga de Star Wars foi internada no dia 23 de Dezembro de 2016 quando sofreu uma Parada Cardíaca durante um Voo em seu Jato Particular, a atriz foi ressuscitada com sucesso e estava em estado estável até o Natal, mas no Dia 27 de Dezembro de 2016, a Atriz faleceu por volta das 8h55, aos 60 Anos de Idade, com o porta-voz da família confirmando a morte da atriz para a Imprensa Minutos depois.